# International Journal of Adaptive Control and Signal Processing
International Journal of Adaptive Control and Signal Processing is een internationaal, aan collegiale toetsing onderworpen wetenschappelijk tijdschrift op het gebied van de regeltechniek (control systems) en de signaalanalyse. De naam wordt in literatuurverwijzingen meestal afgekort tot Int. J. Adapt. Contr. Signal Process. Het wordt uitgegeven door John Wiley and Sons en verschijnt maandelijks.